# Rembrandt Pussyhorse
Rembrandt Pussyhorse è il secondo album in studio del gruppo musicale statunitense Butthole Surfers, pubblicato nel 1986.

## Tracce
Side 1
1. Creep in the Cellar – 2:05
2. Sea Ferring – 4:00
3. American Woman – 5:33
4. Waiting for Jimmy to Kick – 2:21
5. Strangers Die Everyday – 3:08

Side 2
1. Perry – 3:32
2. Whirling Hall of Knives – 4:44
3. Mark Says Alright – 4:08
4. In the Cellar – 3:18

## Formazione
- Gibby Haynes – voce
- Paul Leary – chitarra
- Trevor Malcolm – basso in Sea Ferring e Mark Says Alright
- King Coffey – batteria
- Teresa Nervosa – batteria
- Bob O'Neill - piano in Creep in the Cellar, organo in Perry